# Pouytenga
Pouytenga là một tổng của tỉnh Kouritenga ở phía đông Burkina Faso. Thủ phủ của tổng này là thị xã Pouytenga. Theo điều tra dân số năm 1996, tổng này có dân số 59.280 người.

## Các thị xã và các làng
- Pouytenga (45 061 dân) (thủ phủ)
- Belmin (715 dân)
- Dassambin (462 dân)
- Goghin (687 dân)
- Gorbilin (329 dân)
- Gorkassinghin (251 dân)
- Kalwartenga (1 681 dân)
- Konlastenga (605 dân)
- Kourit-Bil-Yargo (1 280 dân)
- Kourityaoghin (414 dân)
- Léamtenga (683 dân)
- Nimpougo (942 dân)
- Noessin (567 dân)
- Pelga (1 791 dân)
- Pouytenga-Peulh (103 dân)
- Signenoghin (806 dân)
- Zaongo (272 dân)
- Zoré (2 732 dân)